# Masuriwka (Mohyliw-Podilskyj)
Masuriwka (ukrainisch Мазурівка; russisch Мазуровка Masurowka) ist ein Dorf in der ukrainischen Oblast Winnyzja mit etwa 3400 Einwohnern (2001).
Das erstmals im 16. Jahrhundert schriftlich erwähnte Dorf liegt am linken Ufer der Murafa 3 km östlich vom Rajonzentrum Tscherniwzi und 110 km südlich vom Oblastzentrum Winnyzja. Durch das Dorf verlaufen die Territorialstraßen T–02–18 und T–02–20.
Am 12. Juni 2020 wurde das Dorf ein Teil der neugegründeten Siedlungsgemeinde Tscherniwzi, bis dahin bildete es zusammen mit den Dörfern Abramiwska Dolyna (Абрамівська Долина), Hrabowez (Грабовець), Romaschka (Ромашка) und Wesnjane (Весняне) sowie den Ansiedlungen Skorjatschyj Jar (Скорячий Яр) und Tulijiw (Туліїв) die gleichnamige Landratsgemeinde Masuriwka (Мазурівська сільська рада/Masuriwska silska rada) im Osten des Rajons Jampil.
Am 17. Juli 2020 kam es im Zuge einer großen Rajonsreform zum Anschluss des Rajonsgebietes an den Rajon Mohyliw-Podilskyj.

## Persönlichkeiten
- Anatoli Kwotschur (1952–2024), russischer Testpilot